# Campionato caraibico maschile di pallavolo
Il Campionato caraibico maschile di pallavolo è una competizione pallavolistica organizzata dalla CAZOVA a partire dal 1991.
Si svolge con cadenza biennale e vi partecipano le nazionali caraibiche.

## Edizioni
| Edizione      | Edizione                | Podio             | Podio             | Podio             |
| Anno          | Organizzatore           | Campione          | Seconda           | Terza             |
| ------------- | ----------------------- | ----------------- | ----------------- | ----------------- |
| 1991 Dettagli | Suriname                | Antille Olandesi  | Suriname          | -                 |
| 1992 Dettagli | Giamaica                | Barbados          | Giamaica          | Bahamas           |
| 1993 Dettagli | Trinidad e Tobago       | Barbados          | Giamaica          | Bahamas           |
| 1994 Dettagli | Bahamas                 | Barbados          | Bahamas           | Martinica         |
| 1995 Dettagli | Barbados                | Barbados          | Antille Olandesi  | Suriname          |
| 1996 Dettagli | Isole Vergini Americane | Barbados          | Suriname          | Martinica         |
| 1998 Dettagli | Martinica               | Barbados          | Martinica         | Giamaica          |
| 2000 Dettagli | Barbados                | Barbados          | Suriname          | Bahamas           |
| 2002 Dettagli | Trinidad e Tobago       | Barbados          | Antille Olandesi  | Martinica         |
| 2004 Dettagli | Barbados                | Barbados          | Giamaica          | Trinidad e Tobago |
| 2006 Dettagli | Bahamas                 | Barbados          | Trinidad e Tobago | Giamaica          |
| 2008 Dettagli | Barbados                | Martinica         | Barbados          | Trinidad e Tobago |
| 2010 Dettagli | Suriname                | Trinidad e Tobago | Barbados          | Bahamas           |
| 2012 Dettagli | Isole Vergini Americane | Bahamas           | Trinidad e Tobago | Barbados          |
| 2014 Dettagli | Trinidad e Tobago       | Trinidad e Tobago | Barbados          | Curaçao           |
| 2018 Dettagli | Suriname                | Suriname          | Bahamas           | Trinidad e Tobago |
| 2023 Dettagli | Suriname                | Suriname          | Barbados          | Trinidad e Tobago |

## Medagliere
| Pos. | Squadra           | 1º posto | 2º posto | 3º posto | Totale |
| ---- | ----------------- | -------- | -------- | -------- | ------ |
| 1    | Barbados          | 10       | 4        | 1        | 15     |
| 2    | Suriname          | 2        | 3        | 1        | 6      |
| 3    | Trinidad e Tobago | 2        | 2        | 4        | 8      |
| 4    | Antille Olandesi  | 1        | 2        | 0        | 3      |
| 5    | Bahamas           | 1        | 1        | 4        | 6      |
| 6    | Martinica         | 1        | 1        | 3        | 5      |
| 7    | Giamaica          | 0        | 3        | 2        | 5      |
| 8    | Bahamas           | 0        | 1        | 0        | 1      |
| 9    | Curaçao           | 0        | 0        | 1        | 1      |